# Guido Cervo
Guido Cervo (Bergamo, 19 febbraio 1952) è uno scrittore italiano di romanzi storici.

## Biografia
Guido Cervo vive e lavora a Bergamo, dove ha svolto la professione di docente di Diritto ed Economia presso l'istituto superiore "Maironi da Ponte".
I suoi romanzi, tutti pubblicati da Piemme, sono il frutto di ricerche storiche approfondite, che contribuiscono alla ricostruzione di affascinanti ambientazioni e scenari, teatro di eventi riguardanti importanti personaggi storici, cui si intrecciano trame nate dalla fantasia dell'autore.

### Impero Romano
L'interesse e la conoscenza di Cervo per la storia antica lo hanno portato ad ambientare la maggior parte dei suoi libri nell'antica Roma.

#### Serie Il Legato romano
Riscuote grande successo la serie con protagonista il legato Valerio Metronio, comandante della XXII legione di stanza sul Reno sul finire del III sec., che si sviluppa in tre romanzi, Il legato romano, La legione invincibile e L'onore di Roma vincitore del premio Selezione Bancarella del 2005
Nel 2017 Piemme pubblica la riedizione de Il legato romano con il titolo La difesa dell'impero.
Nell'ottobre del 2020 pubblica il quarto volume della serie intitolato Il generale di Diocleziano.

#### Serie Grandi Battaglie
Tra il 2005 ed il 2006 Cervo rilascia tre romanzi che narrano ciascuno le vicende che portano ad una grande battaglia della storia romana. 
- Il centurione di Augusto, romanzo sull'agguato a tre legioni romane nella foresta di Teutoburgo, in Germania.
- Il segno di Attila, che racconta i tentativi dei Romani di opporsi ai barbari fino all'ultima battaglia per fermare l'invasione Unna rimasta alla storia come la battaglia dei Campi Catalaunici.
- Le mura di Adrianopoli sulla guerra sanguinosa tra Goti e Romani che culmina nella battaglia di Adrianopoli.

#### Spedizione in Africa
Nel 2007 Cervo pubblica L'aquila sul Nilo, racconto della spedizione romana alla ricerca delle sorgenti del fiume Nilo.

### Serie Il Teutone
Dopo aver pubblicato romanzi per sei anni consecutivi, tutti ambientati nell'Impero Romano, Cervo rimane inattivo fino al 2010 quando dà inizio ad un nuovo ciclo ambientato nel medioevo narrando le vicende dell'ordine teutonico. La serie Il Teutone viene pubblicata tra il 2010 ed il 2013, ne fanno parte La croce perduta, La battaglia sul lago ghiacciato e La setta dei mantelli neri, tutti romanzi storici ambientati nel XIII secolo con protagonista il cavaliere dell'Ordine Teutonico Eustachius von Felben.

### Serie Guerre Mondiali
Sempre più distaccandosi dalle ambientazioni della Roma antica, nel 2012, Cervo compie un'incursione nel periodo della prima guerra mondiale, con I ponti della Delizia, romanzo che narra gli eventi legati alla disfatta di Caporetto.
Nel 2014 Piemme pubblica la riedizione de I ponti della Delizia con il titolo Via dalla trincea.
Terminato frattanto il ciclo del Teutone, Cervo si dedica interamente, per oltre due anni, ad un importante percorso di studio e approfondimento storico e storiografico centrato sugli ultimi anni del regime fascista in Italia, ed in particolare sul periodo seguito all'armistizio dell'8 settembre 1943. Il frutto di tale ricerca è il romanzo Bandiere rosse, aquile nere, pubblicato a maggio del 2016.

## Opere

### Serie Il Legato romano
- Il legato romano - Edizioni Piemme, 2002 (ISBN 978-88-566-5971-9)
- La legione invincibile - Edizioni Piemme, 2003 (ISBN 978-88-384-7063-9)
- L'onore di Roma - Edizioni Piemme, 2004 (ISBN 978-88-554-4649-5)
- Il generale di Diocleziano - Edizioni Piemme, 2020 ISBN 978-88-566-7729-4)

### Serie Grandi Battaglie
- Il centurione di Augusto - Edizioni Piemme, 2005 (ISBN 978-88-566-1256-1)
- Il segno di Attila - Edizioni Piemme, 2005 (ISBN 978-88-566-0295-1)
- Le mura di Adrianopoli - Edizioni Piemme, 2006 (ISBN 978-88-566-0377-4)

### Serie Il Teutone
- La croce perduta - Edizioni Piemme, 2010 (ISBN 978-88-683-6668-1)
- La battaglia sul lago ghiacciato - Edizioni Piemme, 2011 (ISBN 978-88-566-2903-3)
- La setta dei mantelli neri - Edizioni Piemme, 2013 (ISBN 978-88-683-6739-8

### Altri romanzi
- L'aquila sul Nilo - Edizioni Piemme, 2007 (ISBN 978-88-566-0450-4)
- I ponti della delizia - Edizioni Piemme, 2009 (ISBN 978-88-566-2511-0)
- Bandiere rosse, aquile nere - Edizioni Piemme, 2016 (ISBN 978-88-566-5451-6)
- I centurioni del Malabar - Edizioni Piemme, 2022 (ISBN 978-88-566-8534-3)